# بورسيرة نفاذة
بورسيرة نفاذة (الاسم العلمي:Bursera fragrantissima) هي نوع من النباتات تتبع جنس البورسيرة من الفصيلة البخورية.